# 陳莎莉
陳莎莉（1948年11月1日—）是一位臺灣女演員，1980年代以前以藝名陳沙利活動。1971年以電影《落鷹峽》中的啞女角色獲得第9屆金馬獎最佳女配角。
她多次扮演皇后、太后的角色：像在《一代公主》中飾演陰狠毒辣害死唐中宗李顯的韋后、《珍珠傳奇》中扮演史思明的夫人辛氏、《懷玉公主》中的孝惠章皇后、《大漢天子》中的竇太后等；另外，她還多次扮演慈禧太后，留給觀眾極為深刻的印象，《民生報》資深記者張夢瑞甚至形容她「演太后成精」。

## 早年
1948年，陳莎莉出生於山東省青島市白沙機場，她的出生日期11月1日正巧是商人節，因此父親為她取名「莎莉」。「莎莉」看似英文名字（Sally），裡面卻有典故：「莎」是取白沙機場的「沙」字，「莉」字是因為商人都講究「利」，於是都加個草字頭，做為女兒的名字。十個月後，一家人來到台灣，當時居住於台北市文山區。陳莎莉父親是中華民國國軍少將軍醫，待遇十分優渥；母親本來是護士，結婚後辭職、在家專心帶小孩。所以陳莎莉的童年生活過得相當幸福快樂，但是唯一讓她感到傷腦筋的事是讀書、特別是數學。由於數學成績不甚理想，造成她嚴重的自卑感，不過仍然勉強獲得高中文憑。

## 演藝生涯
陳莎莉是在偶然的機會下，進入演藝界。高中畢業後，她進入廣告公司工作，有一天，廣告公司老闆的朋友想找一名產品模特兒拍宣傳照，對方一眼就看中陳莎莉。後來她也兼差拍攝廣告片，過了不久被朋友介紹到台視演戲，那時正巧台視午間時段製作一個國語節目，她便去嘗試；結果台視認定她是可造之才，立刻跟她簽約。
陳莎莉在學校課業表現一向平平，不過演起戲來反而有傑出的表現，不但背誦台詞相當快，而且將劇中角色扮演得恰如其分。1971年，台視將作家繁露的著名小說《向日葵》翻拍成連續劇，陳莎莉飾演女主角雅芳；這齣戲當年在台灣造成很大的轟動，陳莎莉從年輕飾演到年老，大段的台詞記得一字不差，也懂得如何詮釋劇中的角色。此後陳莎莉在台視演了不少叫好叫座的電視劇，甚至台視製作的「戲劇精選」也以她為主要演員，堪稱是台視的台柱。
然而1971年有一次在趕往公司途中發生車禍，造成臉部被擋風玻璃割傷，在住院數周後即返回工作岡位。
陳莎莉也參加過無數電影的演出，1974年在《英烈千秋》扮演張自忠將軍夫人，獲得觀眾的熱烈回響。當時行政院長蔣經國得知她只有26歲，竟能把一個忍辱負重的中年將軍夫人詮釋得淋漓盡致，大表佩服。
1982年，陳莎莉離開台視，轉往中視發展。1990年代，她在中視劇場《花系列》中參與不少戲劇作品。2000年，她轉換跑道，前往中國大陸拍攝電視劇。
演藝重心移往大陸，拍了近30部劇集，主要演惡家婆及太后等形象深入民心。

## 感情生活
1969年10月16日，陳莎莉閃電結婚。她是在演出《向日葵》之前，遇見她的首任丈夫──雷蒙合唱團的電吉他手黃弗才。不過這一段婚姻不受到任何人的祝福，包括她的父母都反對這樁婚事，不過那時年輕的她還是決定成親；結果這段婚姻只維持五年，她便與黃弗才離婚，當時媒體以「在愛河裡翻船」形容她。
1978年11月19日，陳莎莉與男演員車軒結婚，開始第二段婚姻。雖然第二段婚姻曾維持一段蜜月期，後來因為雙方生活步調漸行漸遠，逐漸貌合神離，因此感到夫妻緣分已盡的陳莎莉2000年決定離婚，又回到單身狀態。

## 個性
陳莎莉在螢幕上常飾演社會上流階層的人物，在現實生活中卻十分時尚且相當平易近人，因此與年輕一輩演員並無隔閡。

## 演出作品

### 電視劇

#### 臺灣
| 年份     | 頻道             | 劇名                    | 飾演               |
| 年份不詳 | 華視             | 《藍狐》                |                    |
| 年份不詳 | 華視             | 《風流才子俏佳人》      |                    |
| 年份不詳 | 台視             | 《花開時節》            |                    |
| 年份不詳 | 台視             | 《遙遠的路》            |                    |
| 1971年   | 華視             | 《燕雙飛》              |                    |
| 1971年   | 台視             | 《向日葵》              | 雅芳               |
| 1976年   | 三台聯播         | 《寒流》                | 梁秉芳             |
| 1976年   | 台視             | 《周三劇場－懸崖》      | 于秀雯             |
| 1976年   | 台視             | 《周三劇場－梨園夢》    | 白依萍             |
| 1976年   | 台視             | 《周三劇場－心網》      |                    |
| 1976年   | 台視             | 《再生緣》              | 慈禧太后           |
| 1977年   | 台視             | 《絕代雙驕》            | 邀月宮主           |
| 1977年   | 台視             | 《情深深》              | 張瑞君             |
| 1977年   | 台視             | 《滿園春 》             | 沈亞芳             |
| 1979年   | 台視             | 《八駿圖》              | 沈亞芳             |
| 1980年   | 台視             | 《英雄榜》              | 駱飄香             |
| 1981年   | 台視             | 《雙印傳奇》            | 懿貴妃 (慈禧太后） |
| 1982年   | 中視             | 《春濃情更濃》          |                    |
| 1983年   | 中視             | 《大地兒女》            | 詩韻               |
| 1983年   | 中視             | 《大執法》              | 福晉               |
| 1985年   | 中視             | 《創作劇坊 留住一片情》 | 余月霞             |
| 1985年   | 中視             | 《一代公主》            | 韋皇后             |
| 1986年   | 中視             | 《如果有來生》          | 陸母               |
| 1987年   | 中視             | 《小姐與流氓》          | 鄭寧               |
| 1987年   | 中視             | 《珍珠傳奇》            | 史夫人             |
| 1988年   | 中視             | 《情在天涯》            | 米艾瑋 (中年)      |
| 1988年   | 中視             | 《情義無價》            | 柳心荷             |
| 1989年   | 中視             | 《把愛找回來》          | 殿芬               |
| 1990年   | 中視             | 《太陽雨》              | 佩如               |
| 1990年   | 中視             | 《塔裡的女人》          | 黎母               |
| 1991年   | 中視             | 《金色時光》            | 梁佩芬             |
| 1991年   | 華視             | 《甜蜜戰爭》            | 婆婆               |
| 1992年   | 中視             | 花系列《琉璃花》        | 程羽冰             |
| 1992年   | 華視             | 《書劍恩仇錄》          | 皇太后             |
| 1993年   | 中視             | 花系列《紫櫻花》        | 沈燕玲             |
| 1994年   | 台視             | 《俠義見青天》          |                    |
| 1994年   | 中視             | 花系列《香水百合花》    | 林孟勤之母         |
| 1994年   | 中視             | 夢醒時分                | 張湘芝             |
| 1995年   | 中視             | 《女人當家》            | 袁母               |
| 1995年   | 中視             | 《黃飛鴻與十三姨》      | 楚芙蓉             |
| 1996年   | 中視             | 花系列《喜願花》        | 陳志雄之母         |
| 1996年   | 中視             | 黃金劇場 春風不問路     | 馮母               |
| 1997年   | 中視             | 花系列《姻缘花》        | 王家凡之母         |
| 1997年   | 華視             | 《施公奇案-血手印》     | 江老夫人           |
| 1997年   | 華視             | 《生生世世情》          | 方母               |
| 1997年   | 民視             | 《江湖奇俠傳》          | 德妃鄔雅氏         |
| 1997年   | 台視             | 《根》                  | 蒲奶奶             |
| 1998年   | 台視             | 台灣第一劇場《鏡子》    | 孟母               |
| 1998年   | 華視             | 《歡喜遊龍》            | 慈禧               |
| 1999年   | 華視             | 《奪情花》              | 汪母               |
| 1999年   | 中視             | 花系列《君子蘭花》      | 何母               |
| 1999年   | 中視             | 祝你幸福                | 辛母               |
| 1999年   | 台視             | 《燕雙飛》              | 展以恩之母         |
| 2000年   | 華視             | 《懷玉公主》            | 皇太后             |
| 2001年   | 華視             | 《才子佳人乾隆皇》      | 皇太后             |
| 2003年   | 民視             | 《青龍好漢》            | 江春綢             |
| 2006年   | 華視             | 《媽媽無罪》            | 柳氏               |
| 2007年   | 華視             | 《天使之翼》            | 蘇嚴君玲           |
| 2016年   | 中視、衛視中文台 | 《原來1家人》           | 陳莎莎             |

#### 中國大陸
| 年份   | 頻道                          | 劇名                     | 飾演                    |
| 2000   | BMN                           | 《大漢天子》             | 竇太后                  |
| 2001   | BMN                           | 《风流才子纪晓岚》       | 魏貴妃                  |
| 2003   |                               | 《江南媳婦之真愛一世情》 | 高玉荷                  |
| 2005   |                               | 《啞巴新娘》             | 周母                    |
| 2005   | 浙江衛視                      | 《天若有情》             | 胡意娟                  |
| 2007   |                               | 《烽火孤兒》             | 何堇                    |
| 2007   |                               | 《超級男女》             | 雷含笑                  |
| 2008   | 電廣傳媒                      | 《書劍恩仇錄》           | 皇太后                  |
| 2009   |                               | 《單親媽媽》             | 秦奶奶                  |
| 2009   |                               | 《鑽石豪門》             | 于母                    |
| 2009   | 陝西衛視、廣西衛視            | 《庚子風雲》             | 慈禧太后                |
| 2010   | STV                           | 《忘掉我是誰》           | 江萍                    |
| 2011   | NBS                           | 《秦香蓮》               | 皇太后                  |
| 2011   | 四川衛視                      | 《菩提樹下》             | 龍大奶奶                |
| 2011   | 哈爾濱電視台                  | 《巔峰時代》             | 王銀麗                  |
| 2012   | 浙江衛視                      | 《后宫》                 | 錢太后                  |
| 2012   | 央視                          | 《新施公案》             | 一人分飾太后/薩夫人姐妹 |
| 2013   | 廣西南寧新聞綜合頻道          | 《如錦》                 | 曹母                    |
| 2014   |                               | 《青春風暴》             | 紫荊奶奶                |
| 2014   | 浙江衛視、東方衛視 、安徽衛視 | 《衛子夫》               | 竇太皇太后              |
| 2014   | 揚州電視台                    | 《紅酒俏佳人》           | 花店老闆- 申媛          |
| 2015   |                               | 《如果愛可以重來》       |                         |
| 2015   | 江蘇衛視                      | 《媽媽像花兒一樣》       | 孫紅桃                  |
| 2016   |                               | 《忍冬艷蔷薇》           | 谷母                    |
| 2018   | 愛奇藝                        | 《唐磚》                 | 雲老夫人                |
| 2021   | 搜狐视频                      | 《美发奇缘》             | 虞美秀                  |
| 2021   | 騰訊視頻                      | 《啼笑书香》             | 方母                    |
| 2022   | 愛奇藝                        | 《仙琦小姐许愿吧》       | 曾曾姑奶奶              |
| 待播映 |                               | 《聊斋新编之花姑子》     | 王氏                    |

### 電影
| 年份          | 片名                                | 飾演             | 導演   |
| 1971          | 《落鷹峽 （页面存档备份，存于）》   | 銀娃             | 丁善璽 |
| 1972          | 《霸王拳》                          |                  | 丁善璽 |
| 1972          | 《寸草稚子心》                      |                  | 王洪彰 |
| 1974          | 《英烈千秋》                        | 李敏慧           |        |
| 1975年6月25   | 《吃人井》                          | 大妞             | 丁善璽 |
| 1975年7月11   | 《一簾幽夢》                        |                  | 白景瑞 |
| 1975          | 《長情萬縷 （页面存档备份，存于）》 | 餐廳女兒- 杜愛華 |        |
|               | 《筧橋英烈传》                      |                  |        |
|               | 《新紅樓夢》                        |                  |        |
| 1977年8月18日 | 《異鄉夢》                          | 溫遊             | 白景瑞 |
|               | 《枫叶情》                          |                  |        |
|               | 《时来运转》                        |                  |        |
|               | 《奔向彩虹》                        |                  |        |
|               | 《异乡梦》                          |                  |        |
|               | 《你不要走，又要走》                |                  |        |
|               | 《熱浪》                            |                  |        |
|               | 《群星会》                          |                  |        |
| 1974.5.3      | 《大通缉令》                        |                  | 歐威   |
|               | 《大地春雷》                        |                  |        |
|               | 《八仙渡海扫妖魔》                  |                  |        |
|               | 《微笑》                            |                  |        |
|               | 《红文定与胡亚彪》                  |                  |        |
|               | 《一代英豪》                        |                  |        |
| 1978          | 《古劍英魂》                        |                  |        |
| 1978          | 《你不要走不要走》                  |                  |        |
| 1988          | 《怨女》                            | 二奶奶           |        |
| 2017          | 《血觀音》                          | 王院長夫人       |        |

## 獎項紀錄
| 年份   | 獲提名 | 獎項                   | 結果 |
| ------ | ------ | ---------------------- | ---- |
| 1971年 | 落鷹峽 | 第9屆 金馬獎最佳女配角 | 獲獎 |

## 外部連結
- 陳莎莉在互联网电影资料库（IMDb）上的資料（英文）
- 陳莎莉在香港影庫上的簡介
- 陳莎莉的新浪微博
- 陳莎莉在豆瓣上的资料（简体中文）